# Ecgfrith af Mercia
Ecgfrith var konge over Mercia fra 29. juli til december 796. Han var søn af Offa, der var én afde mest magtfulde konger over Mercia, og hans hustru Cynethryth. I 787 blev Ecgfrith viet som konge, hvilket sandsynligvis blev arrangeret af Offa til at ligne kroningen af Karl den Stores sønner af paven i 781. Omkring 789 synes Offa at have forsøgt at få Ecgfrith gift med frankernes kong Karl den Stores datter Bertha, men Karl den Store blev rasende over forespørgslen og giftemålet kom aldrig videre.
Ifølge Croyland Chronicle "fik han (Ecgfrith) en sygdom, og tog afsked med sit liv." Hans regeringstid varede 141 dage.
Ecgfrith blev efterfulgt af sin fjerne slægtning, Coenwulf, sandsynligvis fordi Offa havde arrangeret mordet på nærere slægtninge for at eliminere rivaler i dynastiet. Ifølge et samtidigt brev fra Alcuin af York, en engelsk diakon og lærd der tilbragte over et årti ved Karl den Stores hof som en af hans rådgivere:
Den mest noble unge mand døde ikke for sine synder, men i hævn for blod udgødt af hans far, der ramte hans søn. For du ved hvor meget blod hans far udgøde for at sikre kongeriget til sin søn.
Alcuin tilføjede: "Dette var ikke en styrkelse af kongeriget, men dets ruin."